# Musée de Salagon
Le musée de Salagon est un musée départemental situé à Mane, dans les Alpes-de-Haute-Provence.
Il est composé d'un prieuré d'époque Renaissance et d'une église romane classés monument historique mais aussi de six hectares de jardins.
Labellisé « musée de France », « jardin remarquable » et ethnopôle, il entend valoriser la culture passée et contemporaine de la société provençale. En particulier, ses jardins ethnobotaniques racontent l'histoire de la relation aux plantes des habitants de la haute Provence. Le musée de Salagon regroupe à ce jour environ 1 700 espèces de plantes et une collection de plus de 15 000 objets ethnographiques.

## Localisation
Salagon, musée et jardins, est situé à proximité de Forcalquier, dans les Alpes-de-Haute-Provence. Il se trouve à 105 km de Marseille, 91 km d’Avignon et 52 km de Digne-les-Bains.

## Histoire de Salagon

### De l'époquegallo-romaineà nos jours
Les fouilles archéologiques conduites à Salagon, ont révélé une continuité étonnante de l'occupation de ce lieu, du Néolithique moyen à nos jours. Le site a ensuite été christianisé dès l'Antiquité tardive.
Situé non loin de la voie Domitienne, les fouilles ont permis de retrouver sous l'édifice actuel, les éléments d'une ferme indigène, puis d'une villa gallo-romaine datant de la fin du Ier siècle. Celle-ci est partiellement abandonnée au Ve siècle et remplacée par une basilique entourée d'un cimetière chrétien. À la fin du XIe siècle, début du XIIe siècle, Salagon entre sous le giron de l'abbaye bénédictine Saint-André de Villeneuve-lès-Avignon et devient un prieuré. Des travaux sont entrepris par les moines bénédictins pour reconstruire les sanctuaires de Salagon et en particulier l'église Notre-Dame, telle qu'elle est visible aujourd'hui.
Au XIIIe siècle, le logis prieural et le mur d'enceinte sont construits. À la fin du XVe siècle et le début du XVIe siècle, le prieuré est peu à peu abandonné par les moines et repris par un prieur commendataire.
Au XVIIIe siècle, le site sert alors de grenier pour les récoltes des fermiers du domaine avant d'être vendu comme bien national à la Révolution. Il est acquis par une famille de paysans qui y restera jusqu'en 1980 et y fera divers aménagements.
Durant la Seconde Guerre mondiale, l'armée italienne réquisitionne le prieuré et y installe ses troupes.

### L’apport de Pierre Martel et l'association Alpes de Lumière
En 1956, l'abbé Pierre Martel, curé de Mane et l'association qu'il a créée, Alpes de Lumière, nettoient l'église avec l'accord de la famille Calixte, propriétaire des lieux. Par ailleurs Pierre Martel commence à constituer les collections (Objets agricoles, photographies,archives…) afin de conserver les témoignages de la vie sociale en haute Provence.
Les projets se multipliant et les collectes s’amoncelant, les années 1970, sont marquées par l’émergence de l’idée d’un musée local et encouragé par les pouvoirs publics.
Pierre Martel envisage au départ, un écomusée fondé sur la relation entre la nature et l’Homme et surtout un musée vivant, c’est-à-dire, une chaîne de site muséal recouvrant la région.

L’idée d'un musée est par ailleurs insufflée dès 1964 par le journaliste Charles Jourdanet, dans le quotidien Nice Matin : 

« Un autre centre aurait sa place à Forcalquier même : nous le verrions comme un musée spécialisé, du type des établissements ouverts récemment en Auvergne par M. Marius Péraudeau. Ce “musée régional”, à l’image du Palais de Chaillot, à Paris, présenterait d’une manière vivante les arts et les traditions populaires de notre département. »

En 1981, la commune de Mane devient propriétaire du site. L'association Alpes de Lumière est chargée d'animer le site et de conduire sa restauration. Salagon est ouvert au public et devient le conservatoire ethnologique de la haute Provence.
En 1984, le conseil général des Alpes-de-Haute-Provence se substitue à la commune de Mane et accélère la remise en état des lieux. Jusqu'en 1995, d'importants chantiers de restauration sont menés par l'association pour transformer Salagon en lieu culturel. Parallèlement, une campagne de fouilles archéologiques est conduite de 1985 à 1994 sous la direction de Rollins Guild puis de Muriel Vecchione.
Le 1er janvier 2000, Salagon devient un musée départemental géré par le conseil général des Alpes-de-Haute-Provence. En 2011, l'association Alpes de Lumière et le conseil général signent une convention de cession de la collection d'Alpes de Lumière qui devient propriété du département.

### Le monument aujourd'hui

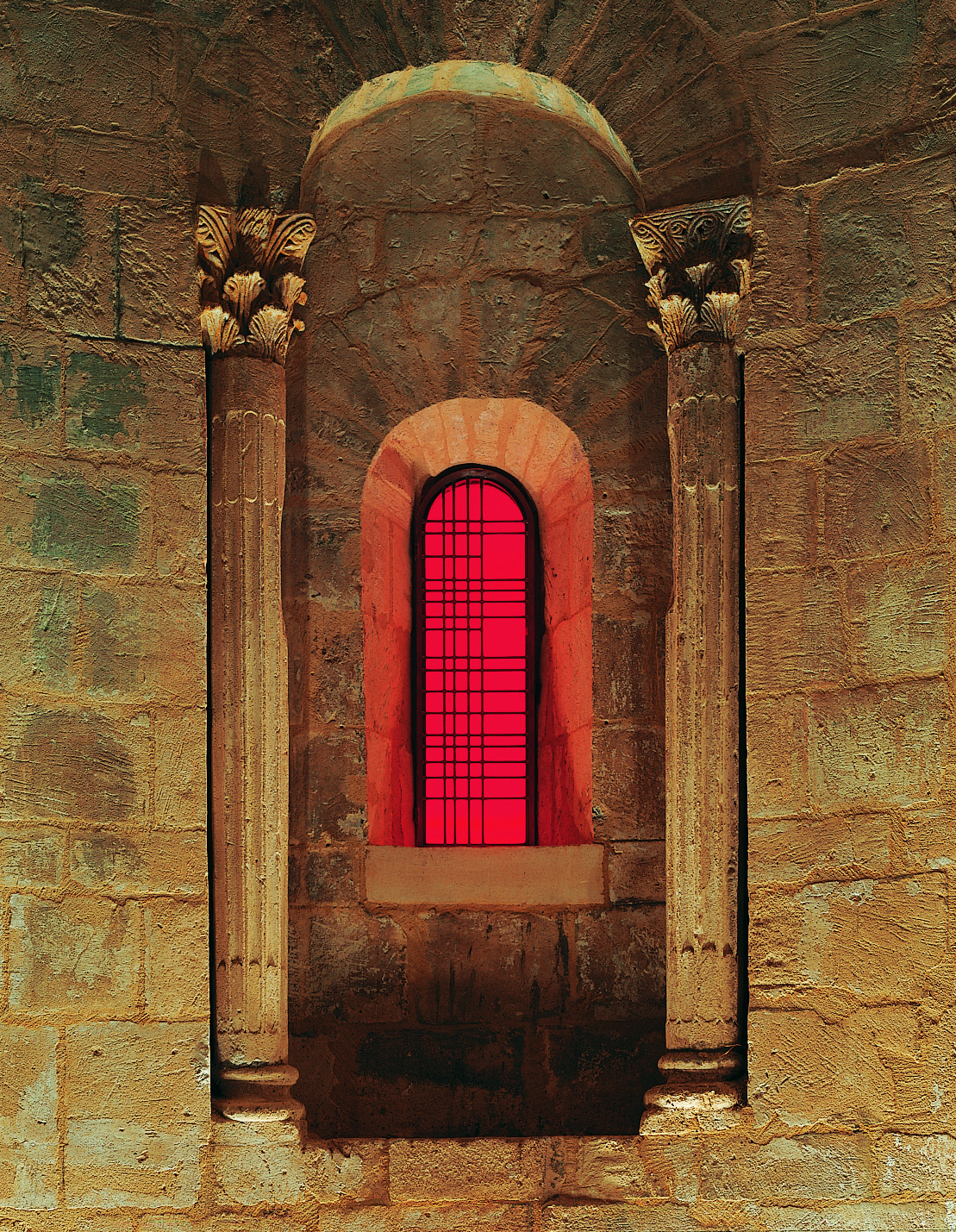
Les vitraux contemporains d'Aurelie Nemours dans l'église.

Salagon conserve du XIIe siècle son église à deux nefs classée monument historique en 1922. Un logis datant de l’époque Renaissance, deux cours caladées, des dépendances à usage agricoles complètent cet ensemble qui en fait l’un des complexes monumentaux du Moyen Âge les plus remarquables de haute Provence.
L’ensemble du prieuré est classé monument historique en 1981.
En 1998, l’artiste Aurelie Nemours installe des vitraux contemporains dans l’église.

## L'église et les jardins

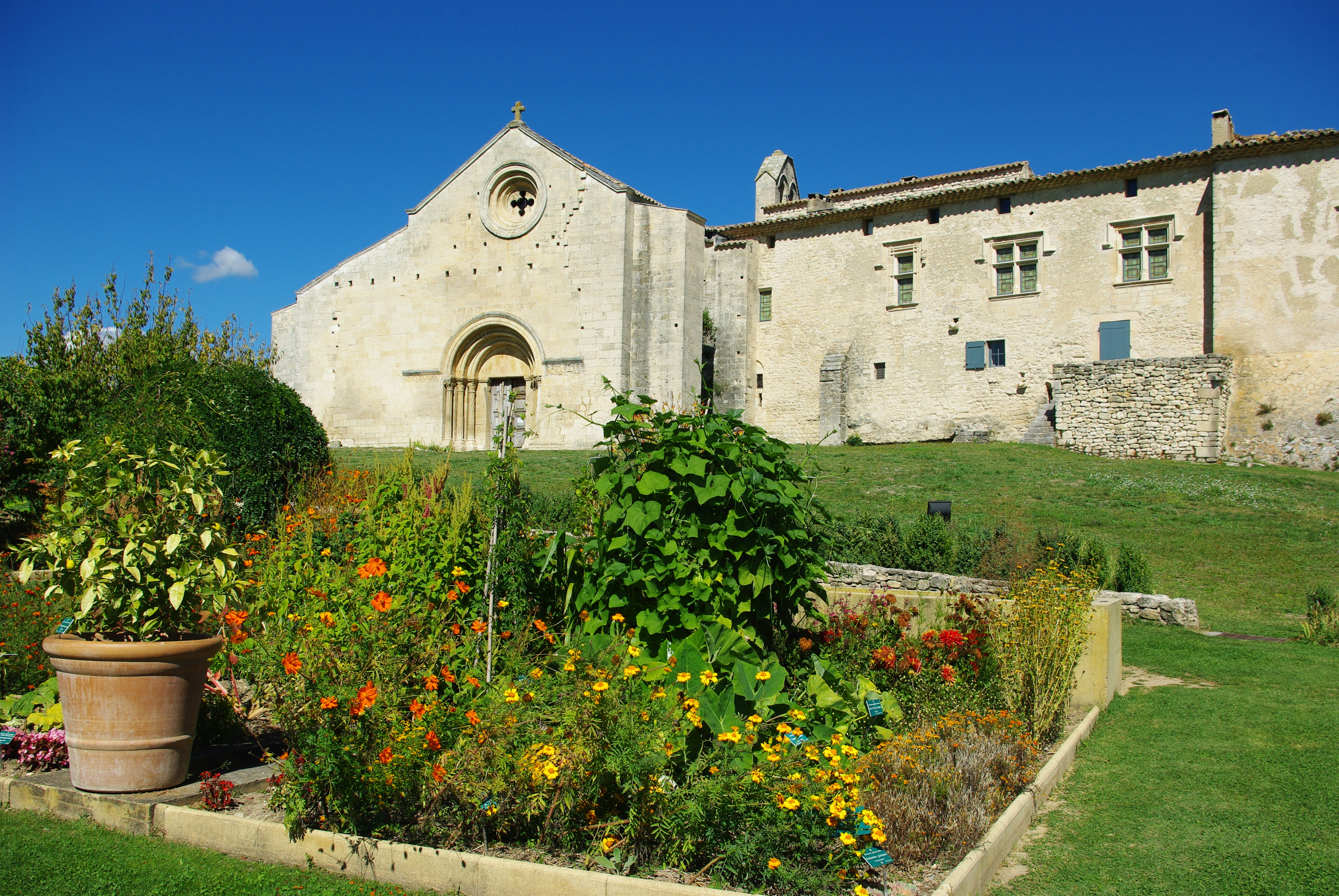
Le jardin des Temps modernes, l'ère des grandes migrations végétales.
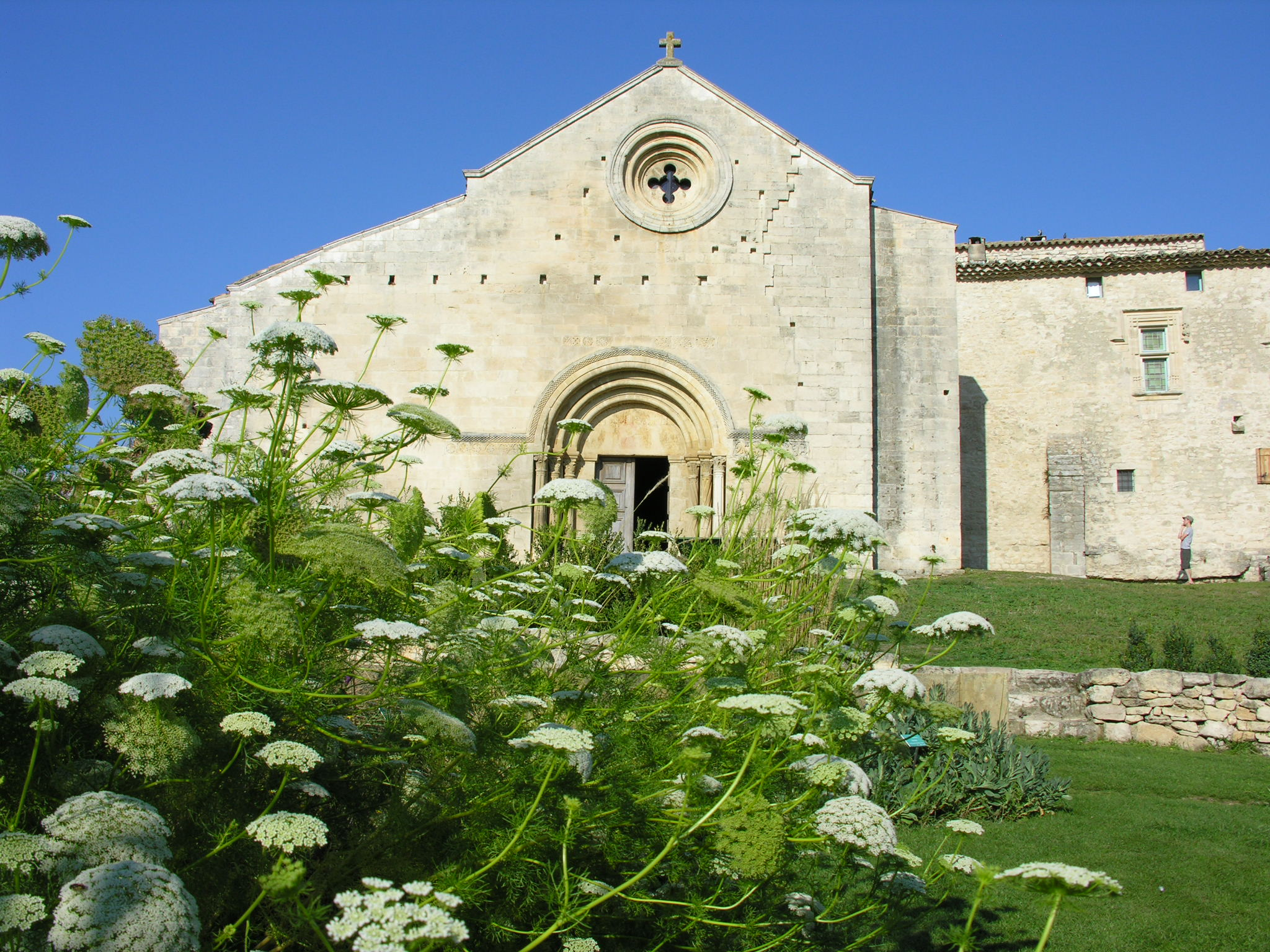
Église du musée de Salagon (vue des jardins des Temps modernes).
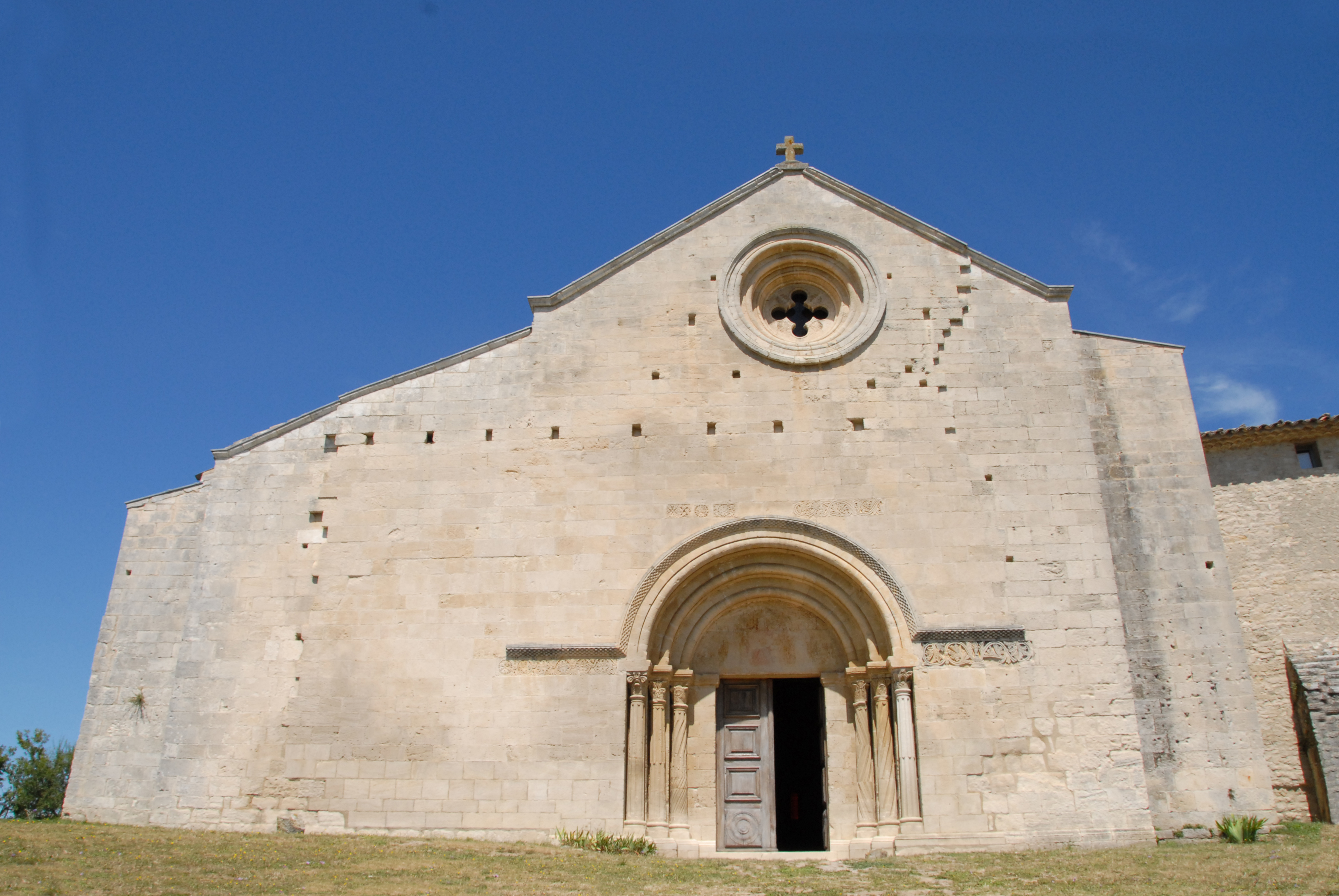
Façade occidentale de l'église de Salagon.
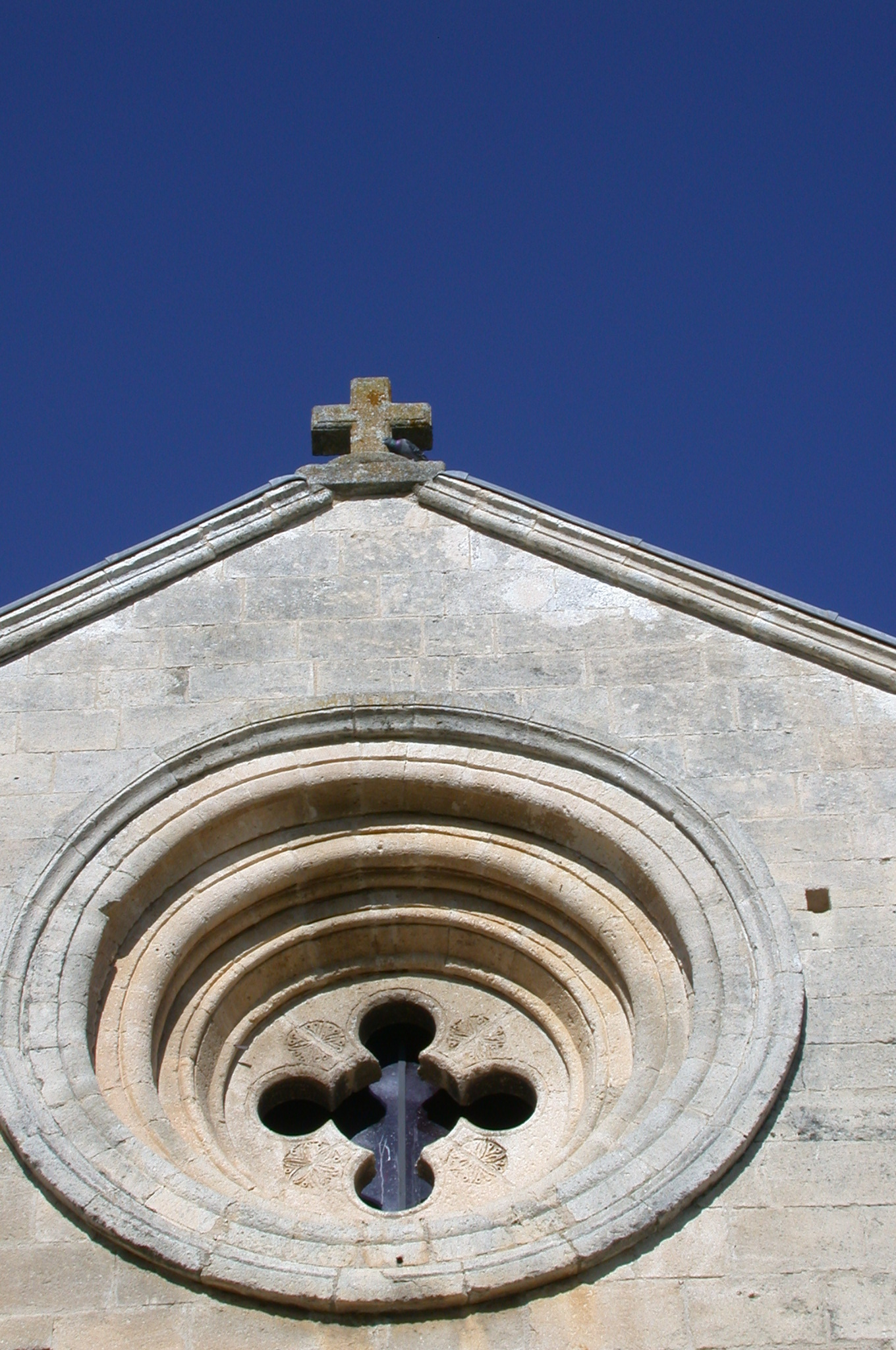
Oculus de l'église de Salagon entouré de trois anneaux toriques.
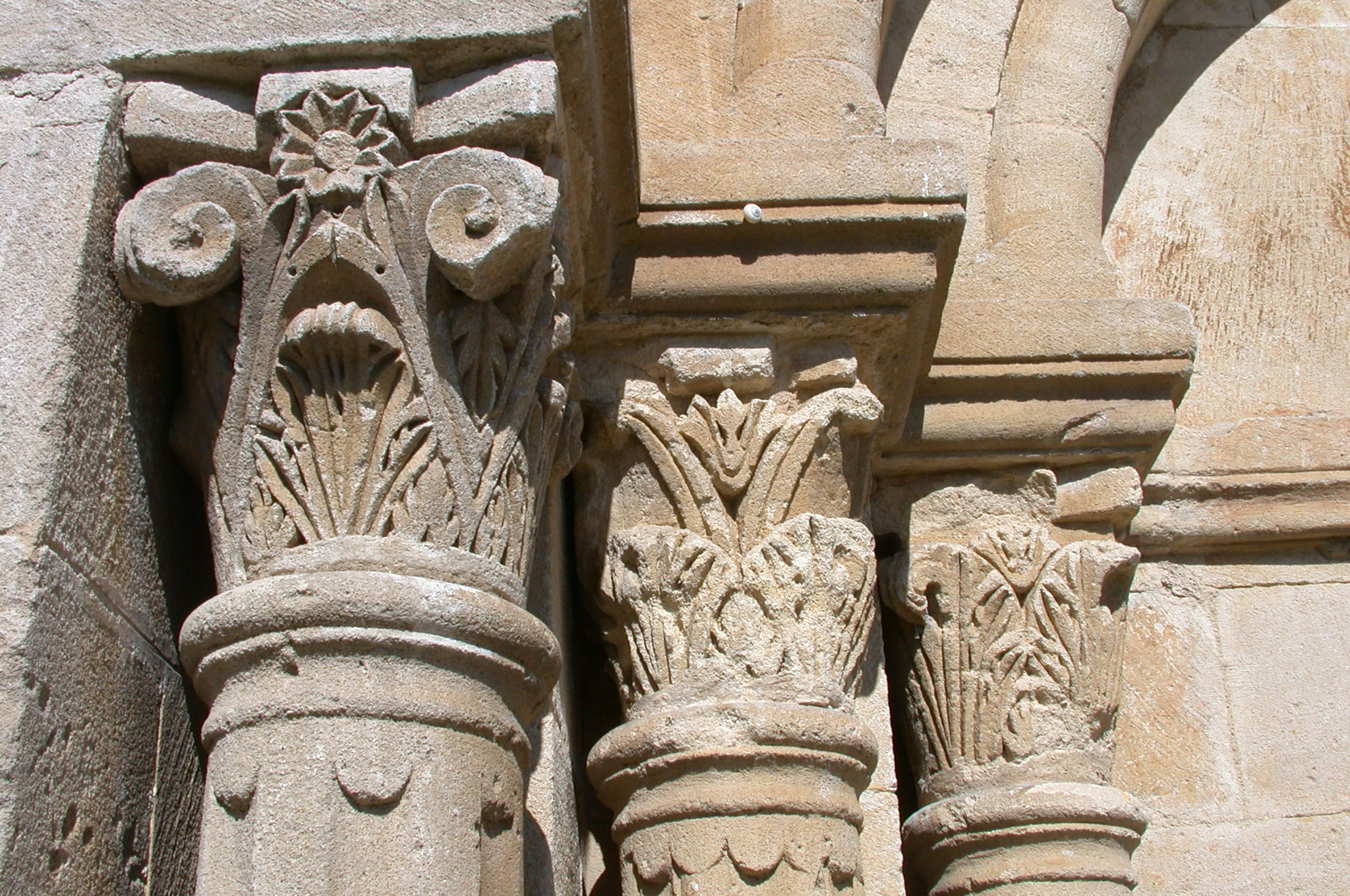
Détail de la façade de l'église - colonnes à chapiteau corhintisants ou (feuillage d'acanthe).
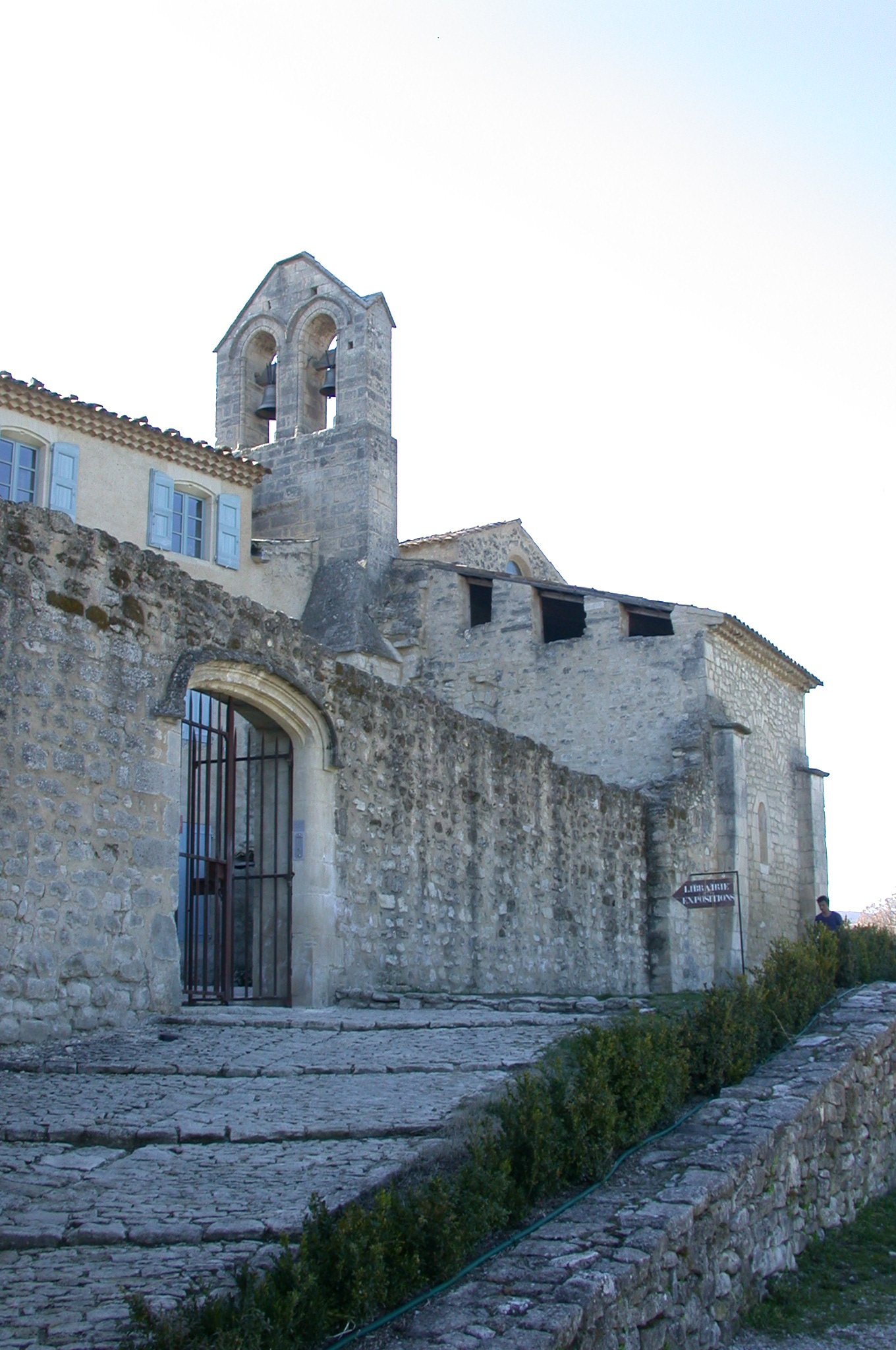
Entrée vers la cour caladée du prieuré de Salagon.
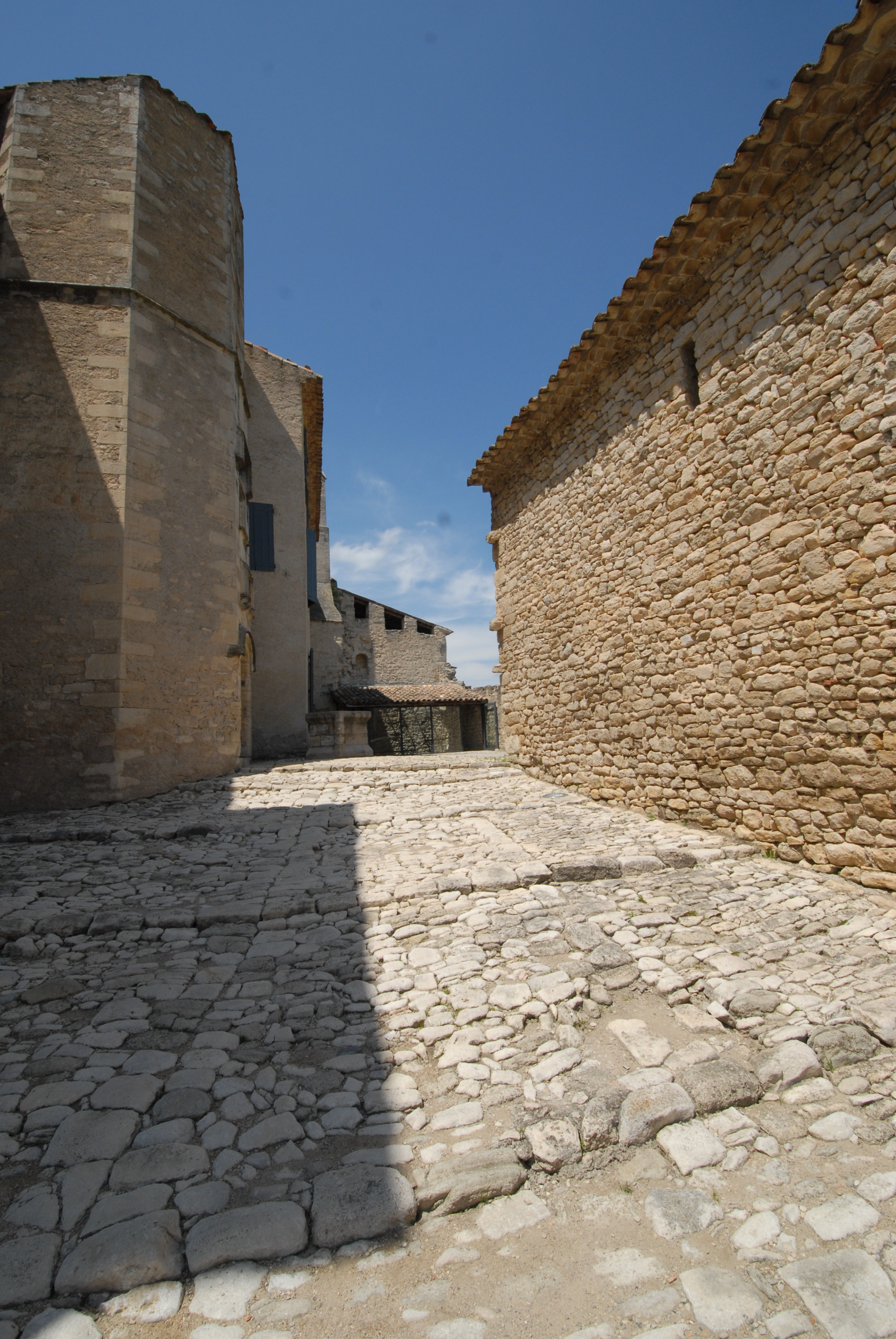
Cour caladée du prieuré de Salagon.
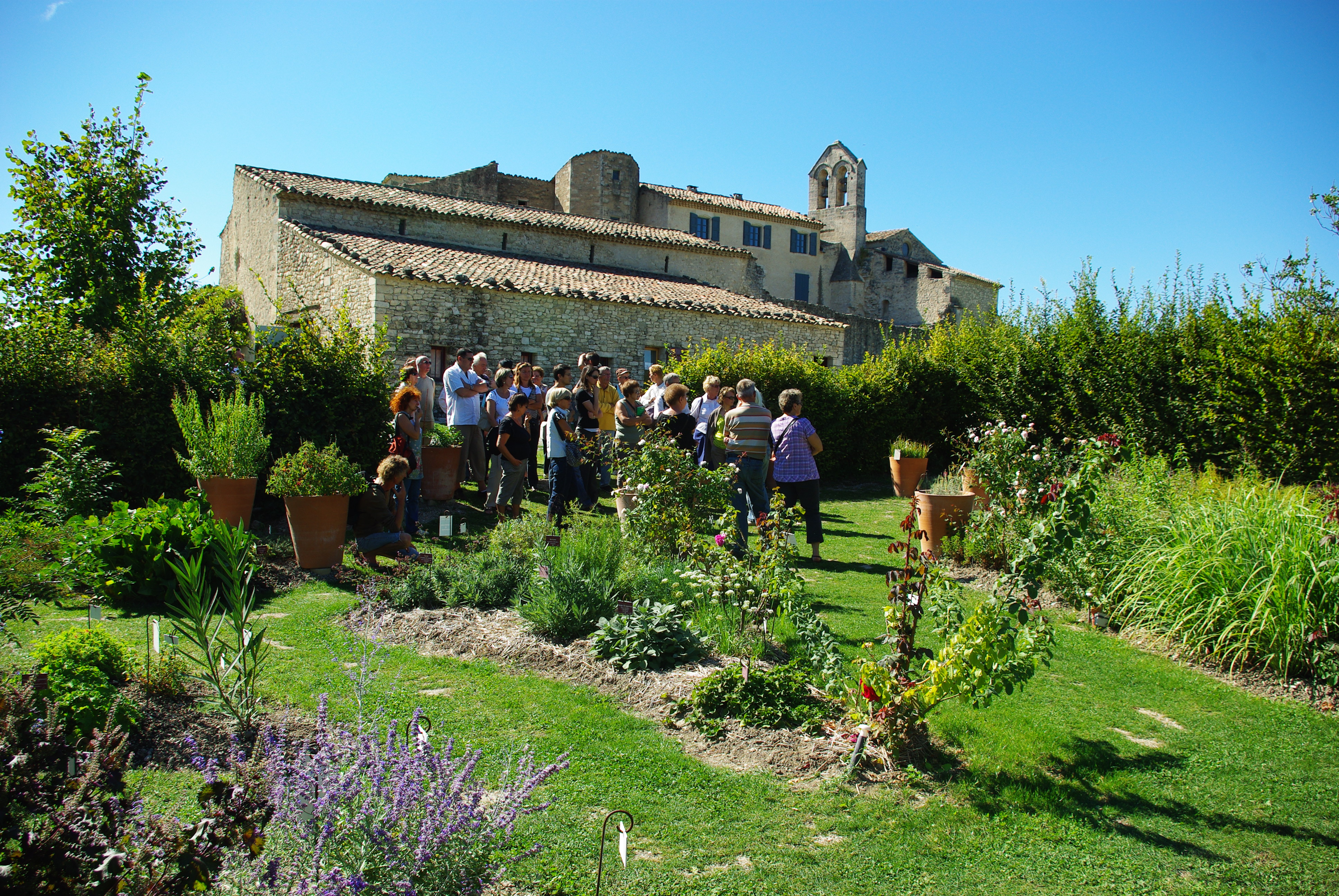
Jardin des senteurs, espace botanique de plaisir.
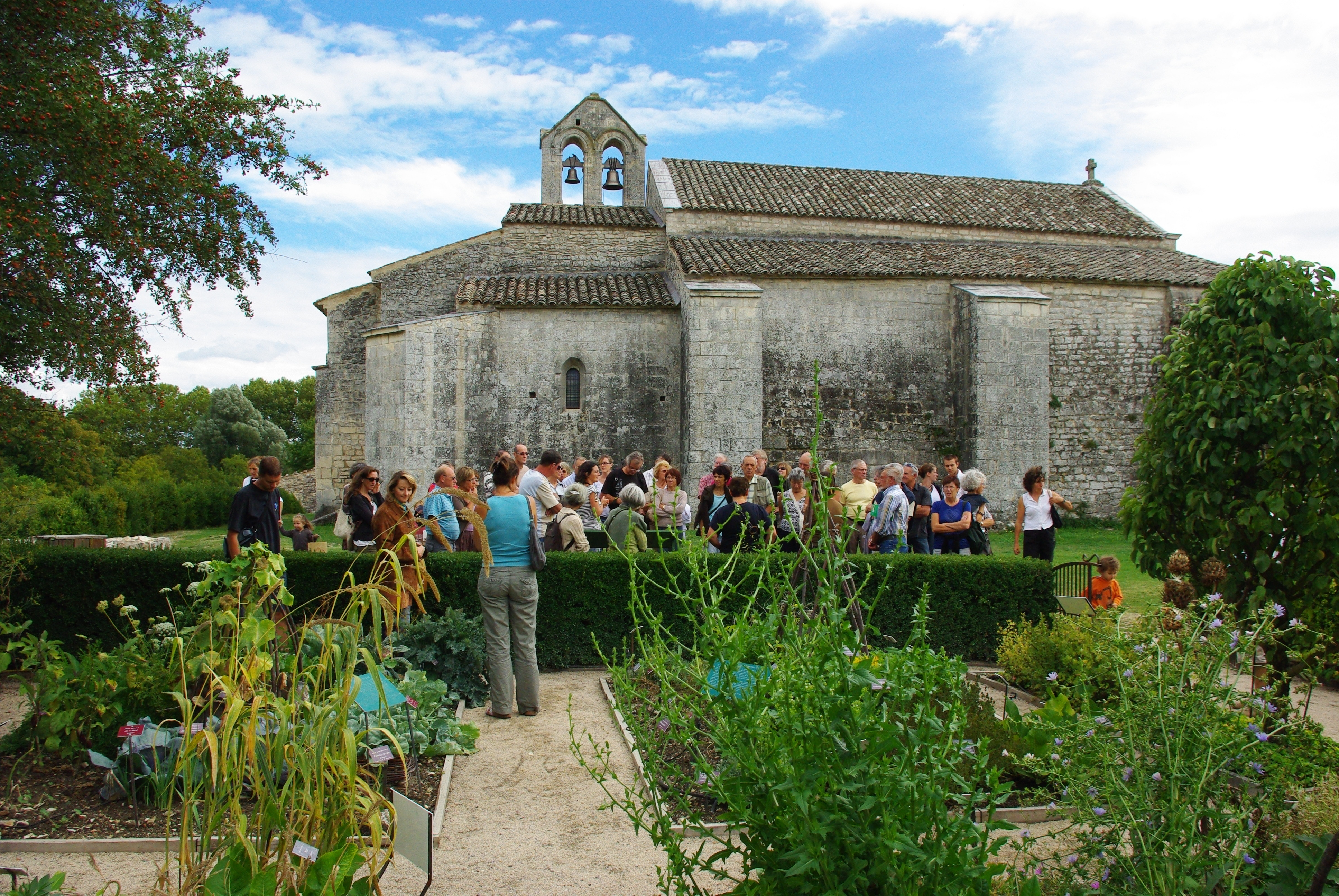
Le jardin médiéval de Salagon, mémoire des anciennes alliances.

## Le musée

### Origine
Acquis par la commune de Mane en 1981, puis rétrocédé au conseil général des Alpes-de-Haute-Provence en 1984, l'ancien prieuré de Salagon est réhabilité, ouvert au public et animé par l'association Alpes de Lumière, fondée en 1953 par Pierre Martel. L'association, avec l'aide de l'État et des collectivités territoriales, en particulier le conseil général, y crée le Conservatoire ethnologique de la haute Provence.
Depuis 2000, le musée de Salagon est devenu un musée départemental géré par le conseil général des Alpes-de-Haute-Provence.
Depuis sa création, Salagon a connu un certain nombre de conservateurs ayant orienté la politique muséale sous différents angles. Parmi eux : Pierre Coste (1981-1987), Marie Hélène Sibile, Claude Badet, Cyril Dumontet, Danielle Musset (2000-2014), Isabelle Laban-Dal Canto, Antonin Chabert.
Salagon a multiplié les partenaires et ne cesse de renouveler sa politique et son moyen d’action. Il travaille en étroite collaboration avec d’importantes institutions comme l’IDEMEC, le conseil régional ou encore la Maison méditerranéenne des Sciences de l'homme, afin de valoriser ses collections protéiformes : sonores, audiovisuelles, objets et papiers…

### Collections du musée
Les collections de Salagon sont réparties de la façon suivante : 
- Collections d’objets : plus de 15 000 objets dont la numérisation est en cours.
- Documents photographiques : 3 856 plaques de verre, négatifs, tirages, diapositives, ektachromes, photographies numériques.
- Documents audiovisuels : 860 cassettes analogiques et 144 vidéocassettes.
- Bibliothèque : 3 172 livres, revues, dossiers documentaires.

### Activités du musée
A l’instar des autres musées publics, Salagon œuvre non seulement pour la conservation du patrimoine provençal, mais également à sa valorisation, sa diffusion et son partage avec le public. C’est un lieu d’action culturelle, de partage du savoir et de découverte, qu’il met en œuvre notamment par le biais de ces partenariats autour de la médiation à l’instar de l’Agence de développement touristique des Alpes de Haute-Provence, la région Provence-Alpes-Côte d'Azur ou encore la Drac. Ces soutiens lui permettent de faire rayonner ces expositions et événements aux yeux du grand public.

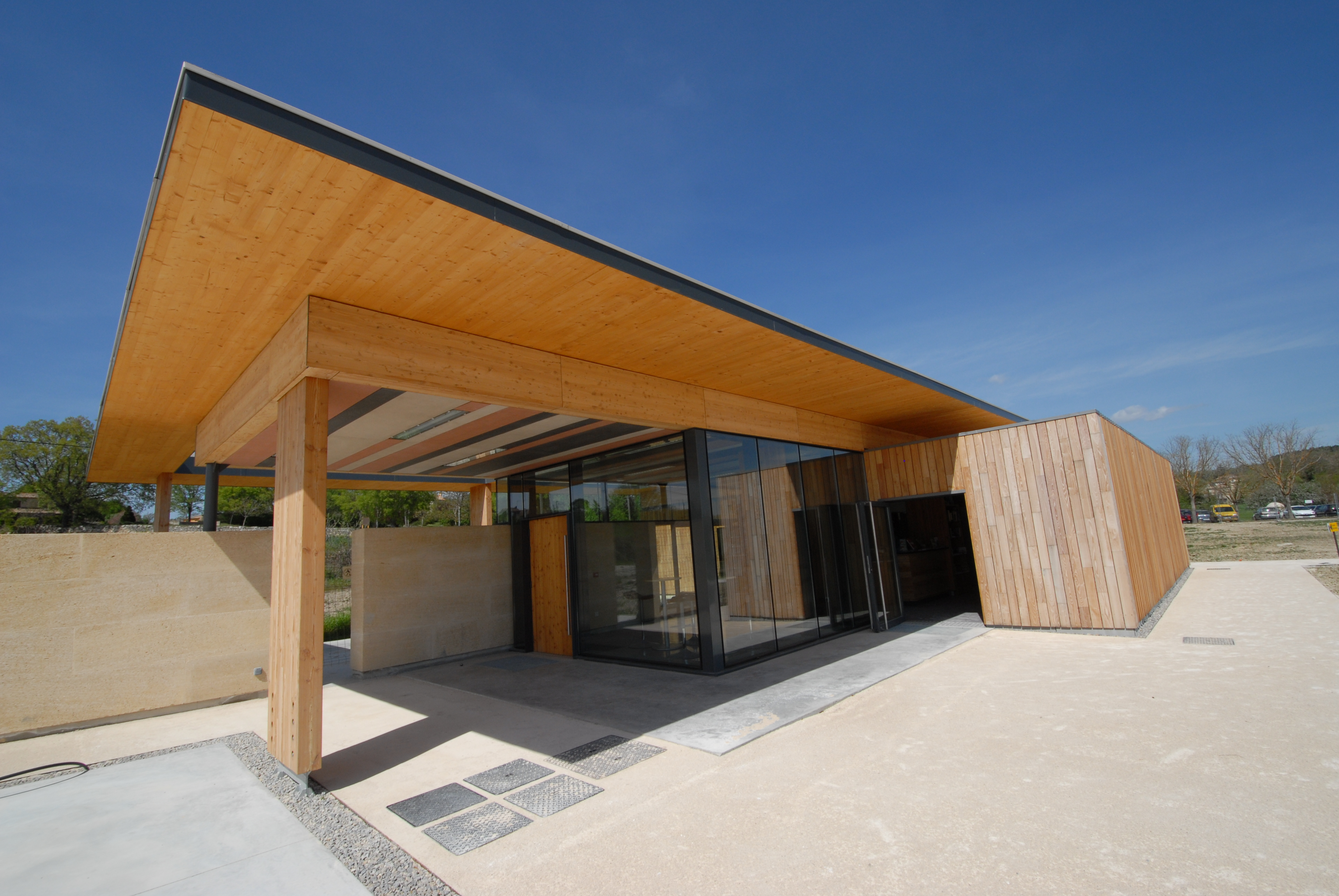
Point d'accueil du musée de Salagon.
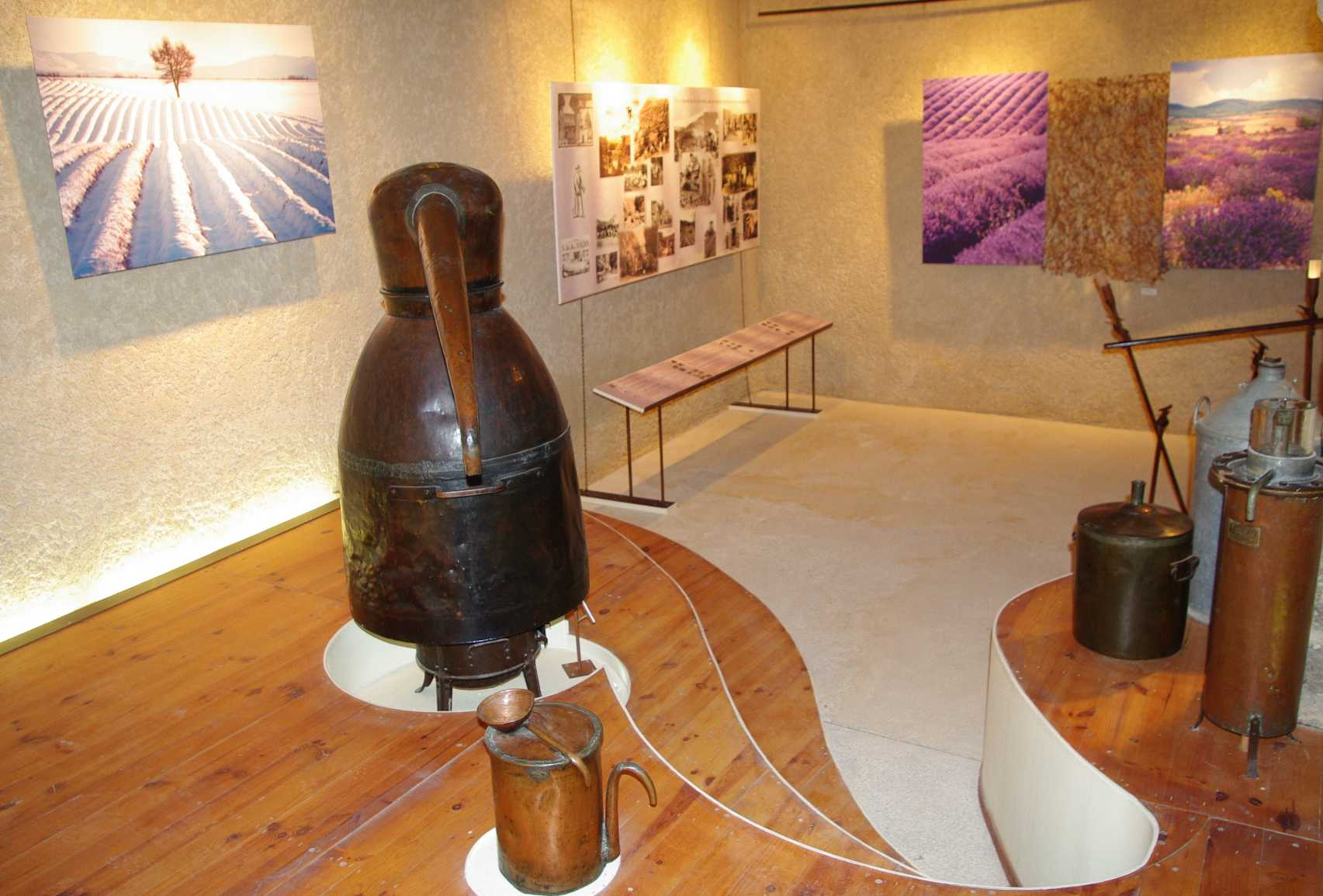
Exposition permanente « Lavandes et plantes aromatiques en haute Provence ».

#### Les expositions
Le musée s’organise autour de deux types d'expositions : une exposition permanente, ainsi que des expositions temporaires thématisées, d’une durée d’environ six mois. Les objets, les odeurs, les jeux sensibles sont organisés pour se plonger pendant une petite heure, au cœur d’un voyage régional dans le temps. Des œuvres artistiques sont parfois exposées et répondent ou font écho aux pièces du musée.
Salagon agit également pour l’aspect éducatif, pour l’instruction des plus jeunes par le biais de projets pédagogiques et de visites scolaires des enfants de la région.

##### L'exposition permanente
L’exposition « Salagon, c’est toute une histoire » remonte les siècles et plus de 2 000 ans d’histoire pour découvrir les premières traces d’occupation du site de Salagon, de l’époque gallo-romaine au musée actuel.

##### Expositions temporaires
Chaque année, des expositions temporaires sont proposées.
- « Jardin silencieux de Marinette Cueco », du 19 mai 2021 au 30 septembre 2021[7]
- « Terrestre (paysages) » de Piotr Klemensiewicz du 14 avril au 15 décembre 2017

### La vie numérique du musée
Salagon diffuse ses recherches au sein de son périodique Les Cahiers de Salagon ; le premier numéro paraît en 1992. Aujourd’hui, le musée continue de publier ses Cahiers, mais cette parution est, depuis 2015, nativement et uniquement numérique. La plateforme de publication se veut accessible, à la fois dans sa possibilité de lecture, mais aussi dans son contenu, en quête de vulgarisation scientifique. Les thèmes s’organisent autour de l’institution : ses collections, ses projets et ses animations. Ces cahiers forment à la fois un ensemble de parutions scientifiques et un résumé archivistique de l’institution : « Ce carnet de recherche rend compte des activités de recherche du musée de Salagon, situé dans les Alpes-de- Haute-Provence. Cet ethnopôle est spécialisé dans le domaine de l'ethnologie rurale, notamment l'ethnobotanique. Ce carnet se veut être également un espace de réflexions et d'échanges ouvert à tous. »
Le musée a fait son entrée depuis quelques années sur les réseaux sociaux. Assez active sur sa page  YouTube, l’institution diffuse ses propres productions mettant en avant ses actions culturelles. Créée en mars 2015, la chaîne recoupe une vingtaine de milliers de vues, autour de 34 vidéos, qui gravitent majoritairement autour de portraits ruraux, des journées d’ethnobotaniques ou d’un petit résumé des expositions en cours. Sa page Facebook lui permet non seulement d’entretenir le lien avec le public, mais également de tenir une sorte de carnet de bord institutionnel régulier (tous les 2 à 3 jours).

### Salagon, un ethnopôle régional
Reconnu pour le travail d’inventaire, de recherches, de publications, de réflexion et de valorisation autour de l’ethnologie, le musée de Salagon a reçu en 1996 le label «ethnopôle » décerné par le ministère de la Culture. Il se consacre en particulier aux savoirs de la nature.

## Les jardins ethnobotaniques

### Le jardin médiéval

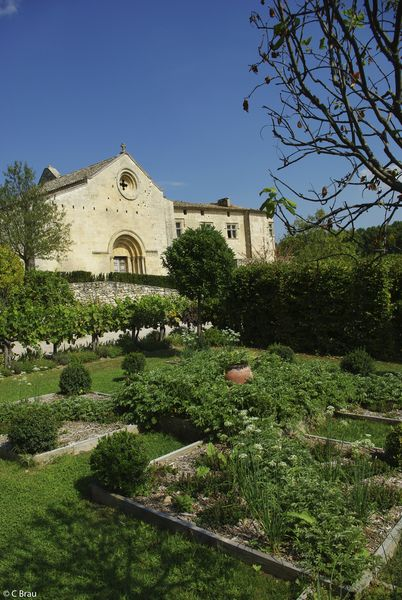
Jardins du musée.

Le jardin médiéval de Salagon, imaginé par Pierre Lieutaghi, est composé de trois espaces majeurs : le potager, les carrés médicinaux, le jardin floral auquel est venu s’ajouter un coin de plantes vénéneuses et magiques. Cette répartition est fidèle à ce que l’on sait des jardins de monastères, du moins en ce qui concerne le potager et les plantes médicinales. Quant au jardin d’agrément, il n’est apparu qu’au XIIe siècle dans le monde chrétien

### Le jardin des senteurs
Véritable étude sur le rapport de notre société aux odeurs, le jardin des senteurs propose cinq parcours olfactifs :
- le vocabulaire des odeurs
- la tonnelle capiteuse
- le parcours du parfumeur
- les odeurs du quotidien
- la botanique des odeurs[13]

### Le jardin de l'Époque moderne
Le jardin de l'Époque moderne est un jardin des cinq continents. Il s’intéresse à l’origine et l’histoire des légumes, fruits et fleurs autochtones ou postérieurs à la découverte de l’Amérique

### Le jardin des simples et des plantes villageoises
Le jardin des simples rassemble la flore de base de la société traditionnelle de Haute-Provence. Il rappelle la place essentielle de l’ancienne médecine rurale et reste fidèle à l’esprit d’un temps où on ne séparait pas les diverses fonctions du végétal, l’aliment du médicament,la belle fleur du pot à tisane.

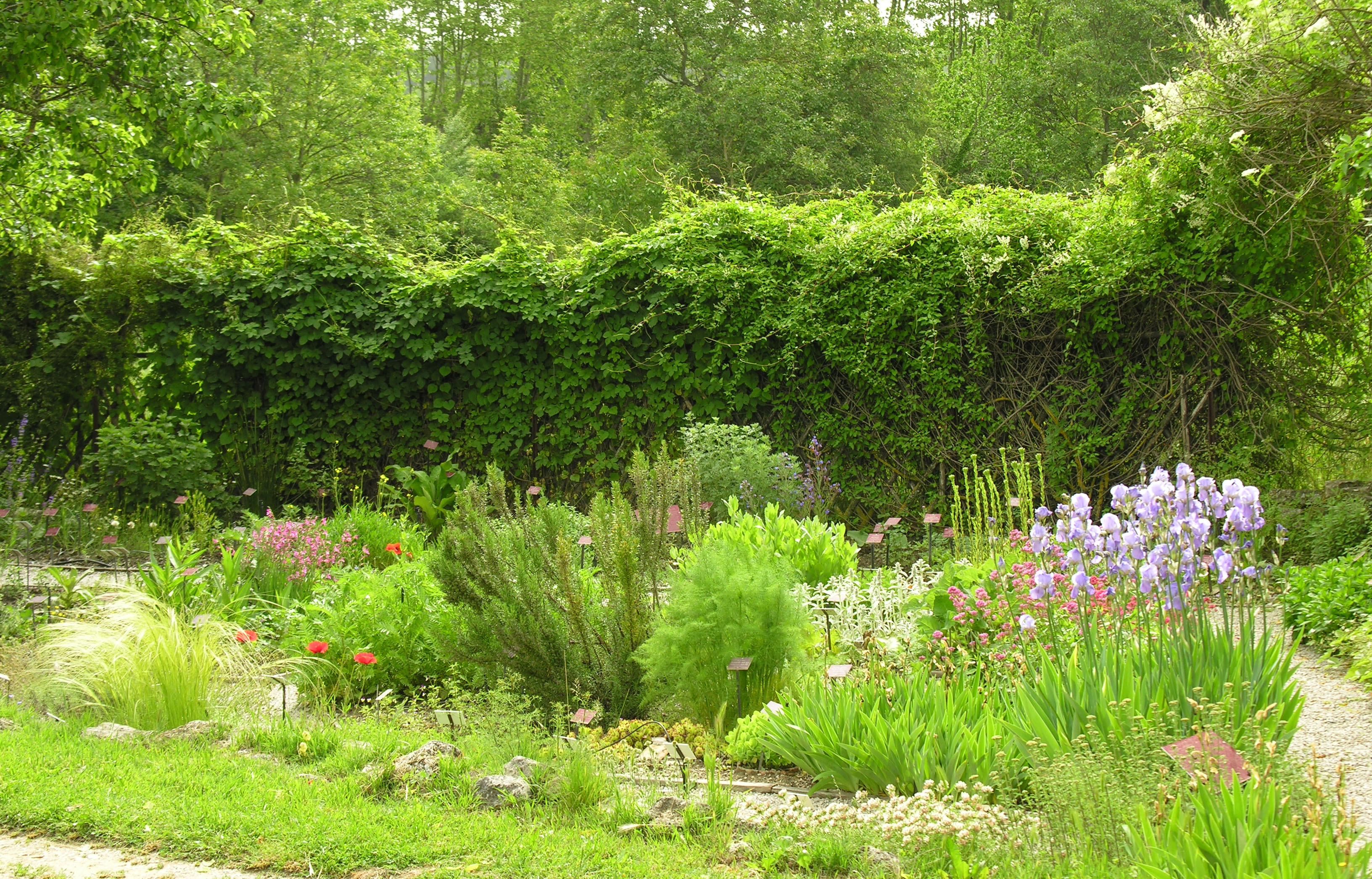
Jardin des simples et des plantes villageoises.
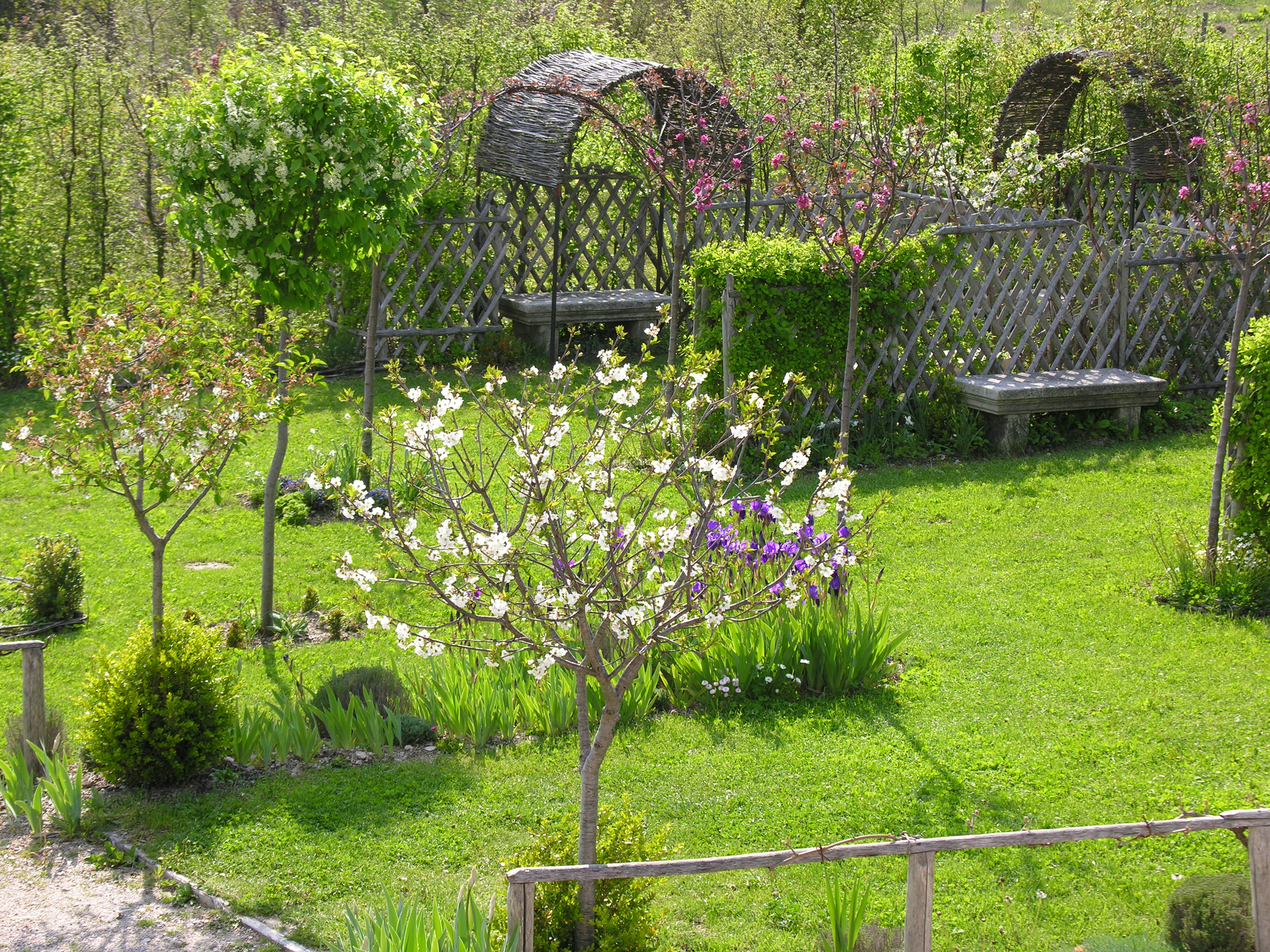
Jardin de la noria.

### Le jardin de la noria
Le jardin de la noria est conçu comme un espace de repos à l’ambiance inspirée de celle des jardins courtois. Il compte une ancienne noria (ou puits à chapelet : système d’élévation de l’eau), et un bassin aujourd’hui réutilisé pour l’irrigation gravitaire. Le jardin privilégie les plantes d’ornements florifères.

### Le parcours de la chênaie blanche
Le chêne blanc, ou chêne pubescent, est l’arbre dominant des paysages forestiers de la Haute-Provence.

### La collection de saules
Le musée de Salagon possède une des très rares collection de saules (salicetum) du sud de la France. Celle-ci présente différentes espèces.